# Puchar PZM na Żużlu 1970
Puchar Polskiego Związku Motorowego 1970 – 9. edycja zawodów żużlowych o przechodni Puchar Zarządu Głównego Polskiego Związku Motorowego w sezonie 1970. W tej edycji o puchar rywalizowały drużyny z I i II ligi. Rozegrano po 4 rundy dla każdej z 4 grup. Podział grup był następujący: 
- w grupie I rywalizowały 4 najlepsze drużyny sezonu 1969
- w grupie II drużyny z miejsc 5-6 I ligi + 1-2 II ligi (beniaminkowie) z sezonów 1969
- w grupie III drużyny z miejsc 7-8 I ligi (spadkowicze) + 3-4 II ligi z sezonów 1969
- w grupie IV drużyny z miejsc 5-8 II ligi z sezonu 1969

W klasyfikacji generalnej zwyciężyli żużlowcy Stali Gorzów Wlkp.

## Drużyny
| Grupa I - I liga                                                    | Grupa II - I liga                                         | Grupa III - II liga                                                     | Grupa IV - II liga                                 |
| ------------------------------------------------------------------- | --------------------------------------------------------- | ----------------------------------------------------------------------- | -------------------------------------------------- |
| Stal Gorzów Wlkp. Śląsk Świętochłowice ROW Rybnik Polonia Bydgoszcz | Sparta Wrocław Wybrzeże Gdańsk Kolejarz Opole Unia Leszno | Włókniarz Częstochowa Stal Rzeszów Unia Tarnów Zgrzeblarki Zielona Góra | Motor Lublin Start Gniezno Gwardia Łódź Stal Toruń |

## Rundy

### Grupa I
| Poz. | Klub                 | Punkty |
| ---- | -------------------- | ------ |
| 1    | Stal Gorzów Wlkp.    | 18     |
| 2    | ROW Rybnik           | 16     |
| 3    | Polonia Bydgoszcz    | 11     |
| 4    | Śląsk Świętochłowice | 3      |

| Poz. | Klub                 | Punkty |
| ---- | -------------------- | ------ |
| 1    | Polonia Bydgoszcz    | 29     |
| 2    | RKM Rybnik           | 26     |
| 3    | Stal Gorzów Wlkp.    | 21     |
| 4    | Śląsk Świętochłowice | 20     |

| Poz. | Klub                 | Punkty |
| ---- | -------------------- | ------ |
| 1    | RKM Rybnik           | 35     |
| 2    | Śląsk Świętochłowice | 24     |
| 3    | Polonia Bydgoszcz    | 21     |
| 4    | Stal Gorzów Wlkp.    | 15     |

| Poz. | Klub                 | Punkty |
| ---- | -------------------- | ------ |
| 1    | Stal Gorzów Wlkp.    | 45     |
| 2    | Śląsk Świętochłowice | 20     |
| 3    | ROW Rybnik           | 19     |
| 4    | Polonia Bydgoszcz    | 12     |

| Tabela Grupy I \| Poz. \| Klub \| Punkty \| \| ---- \| -------------------- \| ------ \| \| 1 \| Stal Gorzów Wlkp. \| 99 \| \| 2 \| ROW Rybnik \| 96 \| \| 3 \| Polonia Bydgoszcz \| 73 \| \| 4 \| Śląsk Świętochłowice \| 67 \| |                      |        |
| Poz. | Klub                 | Punkty |
| 1 | Stal Gorzów Wlkp.    | 99     |
| 2 | ROW Rybnik           | 96     |
| 3 | Polonia Bydgoszcz    | 73     |
| 4 | Śląsk Świętochłowice | 67     |

### Grupa II
| Poz. | Klub            | Punkty |
| ---- | --------------- | ------ |
| 1-2  | Sparta Wrocław  | 33     |
| 1-2  | Kolejarz Opole  | 33     |
| 3    | Unia Leszno     | 19     |
| 4    | Wybrzeże Gdańsk | 10     |

| Poz. | Klub            | Punkty |
| ---- | --------------- | ------ |
| 1    | Wybrzeże Gdańsk | 38     |
| 2    | Unia Leszno     | 27     |
| 3    | Kolejarz Opole  | 18     |
| 4    | Sparta Wrocław  | 13     |

| Poz. | Klub            | Punkty |
| ---- | --------------- | ------ |
| 1    | Unia Leszno     | 36     |
| 2    | Kolejarz Opole  | 25     |
| 3    | Wybrzeże Gdańsk | 24     |
| 4    | Sparta Wrocław  | 11     |

| Poz. | Klub            | Punkty |
| ---- | --------------- | ------ |
| 1-2  | Sparta Wrocław  | 30     |
| 1-2  | Wybrzeże Gdańsk | 30     |
| 3    | Kolejarz Opole  | 29     |
| 4    | Unia Leszno     | 8      |

| Tabela Grupy II \| Poz. \| Klub \| Punkty \| \| ---- \| --------------- \| ------ \| \| 1 \| Kolejarz Opole \| 105 \| \| 2 \| Wybrzeże Gdańsk \| 102 \| \| 3 \| Unia Leszno \| 90 \| \| 4 \| Sparta Wrocław \| 87 \| |                 |        |
| Poz. | Klub            | Punkty |
| 1 | Kolejarz Opole  | 105    |
| 2 | Wybrzeże Gdańsk | 102    |
| 3 | Unia Leszno     | 90     |
| 4 | Sparta Wrocław  | 87     |

### Grupa III
| Poz. | Klub                     | Punkty |
| ---- | ------------------------ | ------ |
| 1    | Stal Rzeszów             | 32     |
| 2-3  | Unia Tarnów              | 22     |
| 2-3  | Włókniarz Częstochowa    | 22     |
| 4    | Zgrzeblarki Zielona Góra | 15     |

| Poz. | Klub                     | Punkty |
| ---- | ------------------------ | ------ |
| 1-2  | Unia Tarnów              | 27     |
| 1-2  | Włókniarz Częstochowa    | 27     |
| 3    | Zgrzeblarki Zielona Góra | 25     |
| 4    | Stal Rzeszów             | 18     |

| Poz. | Klub                     | Punkty |
| ---- | ------------------------ | ------ |
| 1    | Włókniarz Częstochowa    | 29     |
| 2    | Stal Rzeszów             | 27     |
| 3    | Zgrzeblarki Zielona Góra | 25     |
| 4    | Unia Tarnów              | 18     |

| Poz. | Klub                     | Punkty |
| ---- | ------------------------ | ------ |
| 1-2  | Unia Tarnów              | 35     |
| 1-2  | Stal Rzeszów             | 25     |
| 3    | Zgrzeblarki Zielona Góra | 22     |
| 4    | Włókniarz Częstochowa    | 14     |

| Tabela Grupy II \| Poz. \| Klub \| Punkty \| \| ---- \| ------------------------ \| ------ \| \| 1-2 \| Stal Rzeszów \| 102 \| \| 1-2 \| Unia Tarnów \| 102 \| \| 3 \| Włókniarz Częstochowa \| 92 \| \| 4 \| Zgrzeblarki Zielona Góra \| 87 \| |                          |        |
| Poz. | Klub                     | Punkty |
| 1-2 | Stal Rzeszów             | 102    |
| 1-2 | Unia Tarnów              | 102    |
| 3 | Włókniarz Częstochowa    | 92     |
| 4 | Zgrzeblarki Zielona Góra | 87     |

### Grupa IV
| Poz. | Klub          | Punkty |
| ---- | ------------- | ------ |
| 1    | Motor Lublin  | b.d.   |
| 2-3  | Start Gniezno | b.d.   |
| 2-3  | Gwardia Łódź  | b.d.   |
| 4    | Stal Toruń    | b.d.   |

| Poz. | Klub          | Punkty |
| ---- | ------------- | ------ |
| 1-2  | Motor Lublin  | 38     |
| 1-2  | Start Gniezno | 33     |
| 3    | Stal Toruń    | 13     |
| 4    | Gwardia Łódź  | 11     |

| Poz. | Klub          | Punkty |
| ---- | ------------- | ------ |
| 1    | Start Gniezno | 37     |
| 2    | Motor Lublin  | 28     |
| 3    | Stal Toruń    | 20     |
| 4    | Gwardia Łódź  | 11     |

| Poz. | Klub          | Punkty |
| ---- | ------------- | ------ |
| 1    | Motor Lublin  | b.d.   |
| 2-3  | Start Gniezno | b.d.   |
| 2-3  | Gwardia Łódź  | b.d.   |
| 4    | Stal Toruń    | b.d.   |

| Tabela Grupy II \| Poz. \| Klub \| Punkty \| \| ---- \| ------------- \| ------ \| \| 1-2 \| Motor Lublin \| 141 \| \| 1-2 \| Start Gniezno \| 100 \| \| 3 \| Gwardia Łódź \| 77 \| \| 4 \| Stal Toruń \| 63 \| |               |        |
| Poz. | Klub          | Punkty |
| 1-2 | Motor Lublin  | 141    |
| 1-2 | Start Gniezno | 100    |
| 3 | Gwardia Łódź  | 77     |
| 4 | Stal Toruń    | 63     |

## Tabela końcowa
| Poz. | Klub                     |
| ---- | ------------------------ |
| 1    | Stal Gorzów Wlkp.        |
| 2    | ROW Rybnik               |
| 3    | Polonia Bydgoszcz        |
| 4    | Śląsk Świętochłowice     |
| 5    | Kolejarz Opole           |
| 6    | Wybrzeże Gdańsk          |
| 7    | Unia Leszno              |
| 8    | Sparta Wrocław           |
| 9    | Stal Rzeszów             |
| 10   | Unia Tarnów              |
| 11   | Włókniarz Częstochowa    |
| 12   | Zgrzeblarki Zielona Góra |
| 13   | Motor Lublin             |
| 14   | Start Gniezno            |
| 15   | Gwardia Łódź             |
| 16   | Stal Toruń               |